# Der Esel und das Hündlein
Der Esel und das Hündlein (französisch L’Âne et le Petit Chien) ist die 5. Fabel aus dem vierten Buch der Sammlung Fables Choisies, Mises En Vers von Jean de La Fontaine.

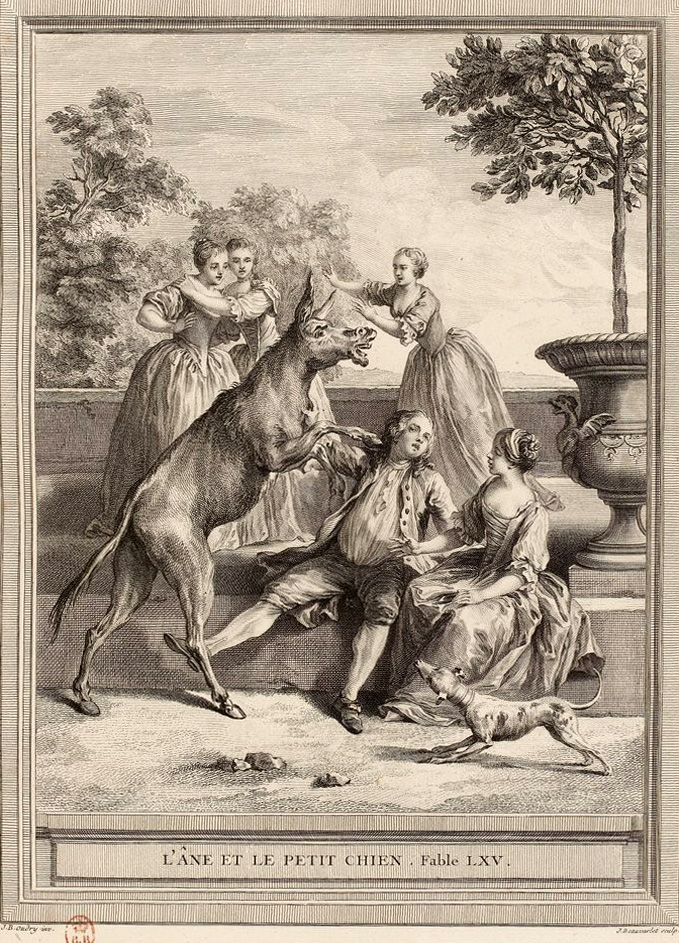
L’Âne et le Petit Chien

Ähnlich wie La Fontaines Version von Der Wolf und das Lamm beginnt sie mit vorangestellter Moral: 
Erzwingen wir nicht unser Talent, 

Wir würden nichts mit Grazie tun. 

Niemals kann ein Flegel, was auch immer er tut, 

als galant durchgehen.
Die dann folgende Geschichte erzählt, wie ein Esel beobachtete, dass sein Herr seinen kleinen Hund stets liebkoste, wenn dieser mit seinen Pfötchen dem Herrn übers Gesicht fuhr. Der Esel, der sonst nur mit Stockschlägen zur Arbeit angetrieben wurde, kam zu der Erkenntnis, dass es eine leichte Sache sein müsse, ebenfalls vom Herrn Streicheleinheiten zu bekommen, wenn er es dem Hündlein gleichtue. Als er jedoch mit den Hufen dem Herrn ins Gesicht fährt, erhält er eine derbe Tracht Prügel.

## Vorbild und Moral
L’Âne et le petit Chien ist eine Fabel, die La Fontaine auf dem viel trockeneren äsopischen Original aufgebaut hat. Auch Äsops Esel ist Zeuge der offensichtlichen Wertschätzung seines Herrn für seinen Schoßhund, und beschließt, wie der Hund einen Weg zum Herzen seines Herrn zu finden. Die äsopsche Moral besagt jedoch, dass man sich nicht in Dinge einmischen soll, von denen man keine Ahnung hat. Bei La Fontaine kollidiert die Selbstschmeichelei des Esels mit der Sicht des Dichters auf die Unscheinbarkeit des Esels bzw. seine ungraziösen Bewegungen, und endet mit einer mehrdeutigen Perspektive, da „hardie“ (kühn) entweder Zustimmung oder Missfallen bedeuten kann.